# سسیلیا بووز-لیون، کنتس استراثمور و کینگهورن
سسیلیا بووز-لیون، کنتس استراثمور و کینگهورن (انگلیسی: Cecilia Bowes-Lyon, Countess of Strathmore and Kinghorne؛ ۱۱ سپتامبر ۱۸۶۲ – ۲۳ ژوئن ۱۹۳۸) اشرافزاده اهل بریتانیا بود. او مادر الیزابت، ملکه مادر و مادربزرگ ملکه الیزابت دوم بود.